# Sawajiao
Sawajiao (kinesiska: 撒瓦脚乡, 撒瓦脚) är en socken i Kina. Den ligger i provinsen Sichuan, i den sydvästra delen av landet, omkring 230 kilometer nordväst om provinshuvudstaden Chengdu. Antalet invånare är 925. Befolkningen består av 479 kvinnor och 446 män. Barn under 15 år utgör 16,0 %, vuxna 15-64 år 71 %, och äldre över 65 år 11,0 %.
Genomsnittlig årsnederbörd är 1 024 millimeter. Den regnigaste månaden är juni, med i genomsnitt 228 mm nederbörd, och den torraste är december, med 2 mm nederbörd.